# Microsoft Project
Microsoft Project — система управління проєктами, розроблена корпорацією Microsoft. Microsoft Project створений, щоб допомогти менеджерові проєкту в розробці планів, розподілі ресурсів за завданнями, відстежуванні прогресу і аналізі обсягів робіт.
Microsoft Project створює розклади критичного шляху. Розклади можуть бути складені з урахуванням використовуваних ресурсів. Ланцюжок візуалізується в діаграмі Ганта.
В листопаді 2012 року на ринок вийшли нові версії Microsoft Project 2013 та Microsoft Project Server 2013. Також на ринок у першому кварталі 2013 року вийде новий продукт Microsoft Project Online, який буде представлено у пакеті Office 365.

## Інтеграція до Microsoft Office
В Microsoft Office 2007 можливості Microsoft Project були розширені введенням Microsoft Office Project Server та Microsoft Project Web Access. Project Server зберігає дані Project в центральній SQL-базі даних, і дозволяє користувачам переглядати та оновлювати через інтернет. Web Access дозволяє авторизованим користувачам мати доступ до бази даних Project Server через інтернет, і включає розклади, графічні аналізи зайнятості ресурсів, і адміністративні інструменти.
Microsoft Office Project Server 2007 тісно інтегрований з Windows SharePoint Services, для кожного проєкту створюється Project Workspace, де команда розробників може спільно ділити інформацію з Project.
Застосунок функціонує як частина пакету Microsoft Office, останні версії також забезпечують взаємодію з застосунками типу PowerPoint та Visio.